# (4947) Нинкаси
(4947) Нинкаси (лат. Ninkasi) — околоземный астероид из группы Амура (I), который был открыт 12 октября 1988 года американским астрономом Кэролин Шумейкер в Паломарской обсерватории и назван в честь шумерской богини Нинкаси, отвечаюшей за пиво и другие алкогольные напитки. 

Орбита астероида Нинкаси и его положение в Солнечной системе
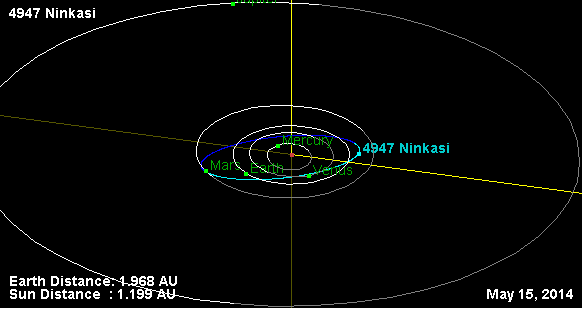
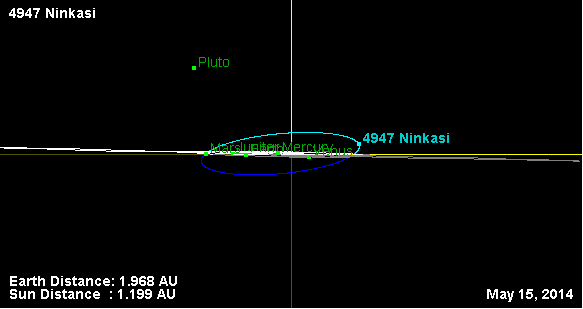
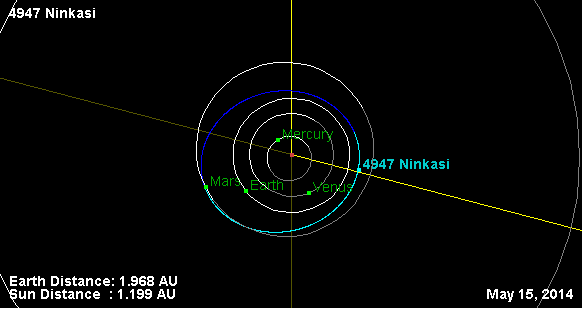

Это один из немногих астероидов данного класса, который не выходит за пределы орбиты Марса (внутренний грейзер), как это делает абсолютное большинство астероидов группы Амура.